# نادي بيكان
نادي بيكان (بالفارسية: باشگاه فوتبال پيکان) ، هي نادي رياضي لكرة القدم في إيران، أسست سنة 1967م.

## وصلات خارجية
- Official club website
- Peykan's History in IPL
- Farhad Kazemi's official website